# Vagrinec
Vagrinec é um município da Eslováquia, situado no distrito de Svidník, na região de Prešov. Tem 5,53 km² de área e sua população em 2018 foi estimada em 121 habitantes.

## Demografia
| Ano:        | 1994 | 2004   | 2014   | 2024   |
| ----------- | ---- | ------ | ------ | ------ |
| Broj ljudi: | 131  | 127    | 126    | 118    |
| Razlika:    |      | -3,05% | -0,78% | -6,34% |

| Ano:               | 2023 | 2024   |
| ------------------ | ---- | ------ |
| Número de pessoas: | 113  | 118    |
| Diferença:         |      | +4,42% |